# 영국의 교육
본 문서는 영국의 교육에 관한 내용을 담고 있다.

## 역사
영국교육의 전통은 19세기 후반에 근대적 공교육제도가 성립되기 전까지는 12세기·13세기에 설립된 옥스퍼드·케임브리지 대학 및 윈체스터·이튼 등의 퍼블릭 스쿨이 대표적인 것이었다. 이들은 중·근세기에 지배층 자녀의 교육을 담당하였다. 특히 퍼블릭 스쿨은 영국적 의미의 신사교육장이 되어 왔다. 한편 서민교육을 위해서는 14세기 초부터 조직된 도제제도(徒弟制度)가 17세기·18세기 근로서민의 구빈제도와 결합된 워크 하우스 및 노동학교가 있었다. 그러나 근대적 국민교육제도 성립의 직접적인 선행조건이 된 것은 17세기 말 기독교 지식진흥협회가 중심이 되어 19세기 중엽이 조금 지날 때까지 전개시킨 자선학교와 일요학교운동으로, 이를 통해 일반대중에게 학교와 읽기·쓰기·셈하기의 기초지식을 널리 보급하게 되었다. 또 산업혁명과 자본주의 제도 밑에서 아동의 의무취학문제가 제기되어, 19세기 중반에는 보편적 교육의 필요를 광범위하게 인식하게 되었다. 이런 배경에서 종파적 지배를 받지 않고 학교를 설치·운영할 수 있는 교육법이 1870년에 제정되어 근대적 국민교육제도의 발족을 보게 되었다. 그 후 1902년의 교육법으로 지방교육행정의 강화와 공립중학교 확충의 기초를 만들었고, 특히 1918년의 교육법과 1922년의 노동당에 의한 '모든 사람에 중등교육을(secondary education for all)'이라는 강령을 통해 중등교육제도가 정비되었다. 그 뒤 1939년의 15세까지의 의무교육 실현 예정은 2차대전의 돌발로 보류되었다가 1944년 교육법에서 그 실현이 약속되었다.

## 교육 제도
교육제도의 기본은 1944년 법으로 제정된 후 수차의 수정을 했지만 대강(大綱)은 보존되어 있다. 중앙교육행정은 교육·과학성(敎育·科學省；1964년 4월 이전의 교육성을 개조)이 담당하지만 초·중등 교육행정은 지방분권제가 발달한 나라에 알맞게 실질적으로 전국 162개 지방 교육당국에 의해 유지되고 있다.  의무교육은 5세부터 16세까지 11년간(1971년 이전에는 15세까지)이다. 공립학교 체계는 대체로 11세를 기준으로 개혁의 방향을 세우고 있다.  그 이전은 초등 이후를 중등으로 구분하며 중등교육 수료 후의 다양한 교육기회를 '계속교육'이라고 부르고 있다. 초등교육은 보육학교(2-5세)·유아학교(5-7세) 및 초등학교(7-11세)에서 실시하며, 중등교육은 그래머스쿨·기술학교·현대학교·종합학교와 사립학교인 퍼블릭스쿨에서 하고 있다. 중등교육은 11세에서 18세까지로 되어 있으며, 수업 연한은 일정치 않다. 예컨대 현대학교의 경우, 대부분의 학생은 18세까지 수학한 뒤 대학에 진학하고 있다. 그래머스쿨과 퍼블릭 스쿨의 성격은 소수의 학생을 대상으로 고등교육에의 진학을 위주로 하고 있으며, 기술학교는 소수의 학생을 대상으로 중견사업인의 양성을 목표로 이과 및 기술교육을 중시하는 교육과정을 운영하고 있다. 현대학교는 그래머스쿨·기술학교에 진학하지 못하는 절대다수의 학생을 대상으로 하고 있다. 11세에 시험을 쳐서 장래를 결정하는 것은 기회균등정신에 비추어 타당치 못하다는 이유로 런던을 중심으로 한 기타 지역에서는 시험을 거쳐 그래머스쿨·기술학교·현대학교로 분화하여 입학시키는 대신, 전체 중등학교 졸업자를 같은 학교에 수용하여, 개개인의 적성과 능력에 적합한 교육을 행한다는 의도에서 종합학교를 설립하였다. 현재 많은 지방에서 이 학교운동이 일어나고 있으며, 의무교육 연한도 16세까지로 연장한다는 안(案)과 함께, 영국 중등교육 개혁의 방향을 세우고 있다.  고등교육기관으로 1960년에 24개에 불과했던 대학이 1975년에는 65개로 증가되었고, 학생수도 약 40만 명에 도달하고 있다. 종류로는 종합대학교·교원양성 대학 및 공과대학 등이 있다. 종합대학교는 일반교육·전문교육 및 학술연구를 목적으로 하고, 다른 고등교육 기관과는 달리 학위 수여의 권한을 갖고 있다. 학사과정의 연한은 전공학과에 따라 차이가 있으나, 대개 3년 내지 4년으로 되어 있다. 공과대학은 상급 기술자의 양성을 목적으로 한 기관으로, 전일제(全日制)와 샌드위치 코스(3개월 내지 6개월씩 교대로 하여 학습과 공장실습을 병행하는 과정)가 있는데, 수업 연한은 전일제의 경우 대개 3년 내지 4년으로 되어 있다.

## 학교
1944년에 발효된 교육법에 의해, 모든 어린이들은 무료 교육을 받을 권리를 얻게 되었고, 5세부터 16세까지(북아일랜드에서는 4세부터) 의무 교육을 받게 되었다. 16세 넘어서도 교육을 받는 어린이들은 거의 75%에 이르고, 44%는 대학 교육을 받는다. 유아 교육은 최소한 4세부터 받게 되어 있고 일부는 국가에서, 일부는 민간단체에서 교육을 받는다. 학교들은 공립학교 교육 규정을 따르며 정기적으로 교육기준청(Ofsted)에서 점검한다. 아이들은 공식적으로 7세, 11세, 14세에 정기적으로 영어, 수학, 과학의 과목을 평가하는 국가 교과 과정 시험(NCTs)을 치르며 성적표가 발표되므로 각각 학교들의 성취도를 비교할 수 있는 척도가 된다. 아이들은 시험을 통과할 의무는 없지만, 그러나 만일에 시험을 통과하지 못하면 학년 말에 상위 학년으로 진급할 수 없다.

### 초등학교
초등학교(primary school)는 대개 두 부분으로 나뉘어 있는데, 영아학교(infant school)와 초등학교(junior school)가 바로 그것이다. 초등학교는 보통 5살보다 어린 학생들에게 첫 학년을 배정하는데, 이를 유치반 1학년(reception class)이라 부른다. 몇몇 지방에서는 초등학교의 마지막 2학년과 중등학교(secondary school)의 첫 2학년이 중학교(middle school)라는 형태로 합쳐져 있으나 아이들이 11세에 중등학교에 들어가는 것이 보통이다.

### 중등학교
대부분의 아이들이 11세에 중등학교로 진학한다. 94%의 학생들이 공립 중등학교에서 교육받고, 대부분의 학교들은 가지고 있는 능력에 상관없이 모든 학생들이 같이 교육을 받는 종합 중등 학교(comprehensive schools)에 포함된다. 몇몇 지역에서는, 또한 시험에 근거하여 선택된 아이들만이 진학할 수 있는 그래머 스쿨(grammar schools)이 있다. 한 지역의 거의 모든 공립학교들은 교사와 직원을 임명하고 또한 어디에 새 학교가 지어질지 결정하는 책임을 지는 지방 정부 당국에 의해 곧장 관리된다. 이는 스코틀랜드의 모든 지역에서 채택하고 있지만, 다른 곳에서는 이사회가 관리하는 재단 설립 학교(foundation schools), 대부분이 교회 학교인 임의 기부제 학교(voluntary schools), 그리고 개인의 돈으로 지어진 중등학교 (academies) 와 정부 보조가 없는 사립 학교(independent schools)등이 있다.
남아있는 6%의 아이들은 사립학교 (private school), 또는 정부 보조가 없는 사립 학교(independent schools)라 불리는 학교에 들어간다. 이 학교들 중에 다수의 제일 크고 유명한 학교들은, 혼란스럽게도, 퍼블릭 스쿨(public schools)이라 불리고, 그 학교들은 대부분 학생들이 자고 공부하는 기숙학교이다. 퍼블릭 스쿨에 들어가고자 하는 아이들은 대부분 7살부터 사립 초등학교(preparatory school, 약식으로 prep school)에 진학하고 그들이 13세에 퍼블릭 스쿨에 진학하기 위한 공통 입학 시험(common entrance)을 치를 때가 될 때까지 그 학교에서 머무른다.
중등학교를 위한 성적표들은 중등 교육 자격 검정 시험(GCSE, General Certificate of Secondary Education)과 각각의 학교에서 학생들이 치루는 A 레벨(A level, advanced level) 시험에 근거하여 발표된다. 이 시험들은 몇몇 구조(organizations)들에 의해 맞춰지고 학교들은 어느 구조를 쓸지 선택할 수 있다. 중등

## 교원 교육
교원 양성대학(college of education)과 종합대학교의 교육학과에서 행해지고 있다. 교원 양성대학은 전 교원양성기관의 약 4분의 3을 차지하고 있는데, 대부분 그 운영을 국가가 아닌 종교단체에서 운영하고 있다. 수업 연한은 3년으로, 2개 과정이 설치되어 있다. 하나는 일반교원 양성을 위한 과정이며, 다른 하나는 기술교원 양성을 위한 과정으로 가정·체육·목공·금속·음악·연극·미술·기술 등 특수교과의 교원을 양성하고 있다. 종합대학교의 교육학과는 사실상 대학원 과정으로서 3년간 대학과정을 전공분야에서 이수하고, 학사학위를 받은 자가 다시 1년간의 교직과정을 이수하여 교원자격증을 받도록 되어 있다. 이상의 교원 양성기관 이외에 부족한 교원을 충당하기 위해 미술학교·공과대학에 부설되어 있는 교원 양성소가 있다.

## 교육내용과 동향
영국은 교육내용에 대해 심하게 통제를 하지 않는 나라로 교과서의 검정도 없으며, 교과서 채택도 학교의 자주성에 맡기고 있다. 그러나 교육·과학성(敎育·科學省)이 정한 학력표준 및 지도표, 장학관의 지도조언, 특히 현장 교사의 양식(良識) 등이 초·중등학교 교과내용 편성에 큰 영향을 주고 있다.   유아학교에서는 실내외의 유희·수공활동·동화·그림그리기·노래 등이 주요내용이며, 그 밖에 식사·손닦기·몸가꾸기·낮잠·일광욕 등이 보육활동으로 조직되어 있다  초등학교에서는 이른바 전통적 교과학습이 주요 내용으로 되어 있지만, 근래에는 극화(劇化)활동·체육·미술 등에 종전 이상으로 중점을 두는 경향이 있고, 외국어(주로 프랑스어) 초보를 시작하는 경향도 있다. 초등학교의 학급 규모는 평균 30.7명이지만, 40명 이상의 학급이 전체의 17%를 차지한다.  보육학교는 그 규모가 15-20명 정도로 교생이 조수로 배당되는 경우가 많다. 중등학교는 하우스 시스템이라고 하는 독특한 학생지도 체제를 갖고 있다. 이것은 퍼블릭스쿨 기숙사에서의 교장이나 사감과의 인격적 접촉, 상·하급생의 집단활동에 의한 수양 및 계발방식을 모방한 것으로, 학생의 학교생활에 있어 정규수업과 같이 중요한 부분을 차지하고 있다고 한다. 또 기독교적 도덕교육의 의미로 공립학교에서 종교시간을 필수로 하고 있는데, 가톨릭이나 그외 종파의 신자들도 신앙의 자유라는 이유만으로는 출석 면제가 허용되지 않는다.  1950년 후반부터 영국교육은 대개혁기를 맞아, 전에 약점으로 되었던 유아교육시설의 확충, 중등학교의 종합화와 의무교육 연한의 1년 연장, 고등교육의 대규모 발전계획 등을 세우고 있다. 여기에 필요한 경비 및 인재 확보 등에 많은 곤란을 예상하고 있지만, 현대의 과학·기술의 혁신, 국제적 경쟁 등에 부응하기 위해 종전의 낡은 교육구조를 새로운 현대적·민주적인 것으로 발전시키려는 방향으로 나아가고 있다고 볼 수 있다.

## 같이 보기
- 서양 현대의 교육